# Sóc Bolivia
Sóc Bolivia, còn gọi là sóc Guiana, tên khoa học Sciurus ignitus, là một loài động vật có vú trong họ Sóc, bộ Gặm nhấm. Loài này được Gray mô tả năm 1867. Chúng là loài đặc hữu của Nam Mỹ, tìm thấy chủ yếu ở Argentina, Bolivia, Brasil và Peru, ở độ cao trên 2.600 mét (8.500 ft) của dãy Andes.